# Condado de Perry (Alabama)
O Condado de Perry é um dos 67 condados do estado norte-americano do Alabama. De acordo com o censo de 2022, sua população é de 8035 habitantes. A sede do condado e sua maior cidade é Marion.
O condado foi fundado em 1819 e recebeu o seu nome em homenagem ao Comodoro Oliver Hazard Perry (1785-1819), da Marinha dos Estados Unidos, célebre pela sua vitória na Batalha do Lago Erie.
É o único condado no Alabama e um dos 40 nos Estados Unidos que não possui acesso a nenhum tipo de conexão à banda-larga por fio.

## História
O condado foi estabelecido pela legislatura estadual em 13 de dezembro de 1819, a partir de terras cedidas pelos creeks após o Tratado de Fort Jackson.
A primeira sede do condado foi em Perry Ridge, sendo transferida para Marion em 1823. Devido à grande quantidade de instituições educacionais na sede do condado, a cidade de Marion é conhecida como "College City".

### Segregação racial
Em 1935, um meeiro rural chamado Joe Spinner Johnson estava organizando os meeiros em um sindicato. Seu superior o chamou no trabalho e o entregou à um grupo. Eles o amarraram, o espancaram, e o levaram à Selma, onde o jogaram na cadeia. Outtros prisioneiros escutavam seus gritos e os espancamentos. Poucos dias depois seu corpo apareceu mutilado próximo à Greensboro.
A sede do condado, Marion, foi o local do assassinato de um negro desarmado, Jimmie Lee Jackson, por um soldado do estado, James Bonard Fowler, em 1965, fato que atiçou as marchas de Selma a Montgomery. Em 2008, o condado votou por estabelecer o Dia de Barack Obama, um feriado legal, toda a segunda segunda-feira de Novembro.

## Geografia
De acordo com o censo, sua área total é de 1880 km², destes sendo 1864 km² de terra e 16 km² de água.

### Condados adjacentes
- Condado de Bibb, norte
- Condado de Chilton, nordeste
- Condado de Dallas, leste
- Condado de Marengo, sudoeste
- Condado de Hale, oeste

### Área de proteção nacional
- Floresta Nacional de Talladega (parte)

## Transportes

### Principais rodovias
- U.S. Highway 80
- State Route 5
- State Route 14
- State Route 61
- State Route 175
- State Route 183
- State Route 219
- State Route 289

## Demografia
De acordo com o censo de 2022:
- População total: 8.035
- Densidade: 4,3 hab/km²
- Residências: 3.957
- Famílias: 2.847
- Composição da população:
  - Brancos: 30,2%
  - Negros: 67,8%
  - Nativos americanos e do Alaska: 0,4%
  - Asiáticos: 0,6%
  - Nativos havaianos e outros ilhotas do Pacífico: 0,1%
  - Duas ou mais raças: 0,9%
  - Hispânicos ou latinos: 1,6%

## Comunidades

### Cidades
- Marion (sede)
- Uniontown

### Comunidades não-incorporadas
- Adler
- Augustin
- Folsom
- Hamburg
- Heiberger
- Jericho
- Levert
- Morgan Springs
- Oakmulgee
- Osborn
- Perryville
- Radford
- Sprott
- Suttle
- Vaiden
- Vilula